# 紀元前642年
紀元前642年（きげんぜん642ねん）は、西暦（ローマ暦）による年。紀元前1世紀の共和政ローマ末期以降の古代ローマにおいては、ローマ建国紀元112年として知られていた。紀年法として西暦（キリスト紀元）がヨーロッパで広く普及した中世時代初期以降、この年は紀元前642年と表記されるのが一般的となった。

## 他の紀年法
- 干支 : 己卯
- 日本
  - 皇紀19年
  - 神武天皇19年
- 中国
  - 周 - 襄王10年
  - 魯 - 僖公18年
  - 斉 - 孝公元年
  - 晋 - 恵公9年
  - 秦 - 穆公18年
  - 楚 - 成王30年
  - 宋 - 襄公9年
  - 衛 - 文公18年
  - 陳 - 穆公6年
  - 蔡 - 荘侯4年
  - 曹 - 共公11年
  - 鄭 - 文公31年
  - 燕 - 襄公16年
- 朝鮮
  - 檀紀1692年
- ユダヤ暦 : 3119年 - 3120年

## できごと

### 中国
- 宋・曹・衛・邾の連合軍が斉を攻撃した。斉の人が斉侯無詭を殺害し、5人の公子が斉侯の座を争った。宋軍が4公子の軍を甗で破り、孝公が即位した。
- 邢と狄の軍が衛を攻撃し、菟圃を包囲した。

## 死去
- 斉侯無詭